# Cantón de Saint-Sever-Calvados
El cantón de Saint-Sever-Calvados era una división administrativa francesa, que estaba situada en el departamento de Calvados y la región de Baja Normandía.

## Composición
El cantón estaba formado por dieciocho comunas:
- Beaumesnil
- Campagnolles
- Champ-du-Boult
- Courson
- Fontenermont
- Landelles-et-Coupigny
- Le Gast
- Le Mesnil-Benoist
- Le Mesnil-Caussois
- Le Mesnil-Robert
- Mesnil-Clinchamps
- Pont-Bellanger
- Pont-Farcy
- Saint-Aubin-des-Bois
- Saint-Manvieu-Bocage
- Sainte-Marie-Outre-l'Eau
- Saint-Sever-Calvados
- Sept-Frères

## Supresión del cantón de Saint-Sever-Calvados
En aplicación del Decreto n.º 2014-160 de 17 de febrero de 2014, el cantón de Saint-Sever-Calvados fue suprimido el 22 de marzo de 2015 y sus 18 comunas pasaron a formar parte del nuevo cantón de Vire.